# El Capitan Passage
De El Capitan Passage is een natuurlijk kanaal in de Alexanderarchipel in de Alaska Panhandle in het zuidoosten van Alaska in de Verenigde Staten.

## Geografie
Het kanaal heeft een lengte van 43 kilometer en is twee kilometer breed. Het noordelijke deel ligt tussen het Prins van Waleseiland in het noorden en oosten en Kosciusko Island in het zuiden en westen. Ten zuiden van Spanberg Island splitst het kanaal zich in twee takken. De westelijke tak ligt tussen Orr Island en El Capitan Island, de oostelijke tak tussen El Capitan Island en het Prins van Waleseiland. Ten zuiden van het kanaal ligt Tuxekan Island. In het noorden mondt het kanaal uit in de Shakan Strait, in het zuiden in de Sea Otter Sound en in het zuidoosten staat ze in verbinding met de Tuxekan Passage.
Het waterlichaam ligt in de mariene ecoregio Noord-Amerikaans Pacifisch Fjordland.

## Geschiedenis
Het kanaal werd in 1904 genoemd door E.F. Dickins, een medewerker van de United States National Geodetic Survey.